# باول تاناكا
باول تاناكا (بالإنجليزية: Paul Tanaka)‏ هو ضابط شرطة ‏ أمريكي، ولد في 1959 في غاردينا في الولايات المتحدة.